# Carlo Contarini
Carlo Contarini (Venezia, 5 luglio 1580 – Venezia, 1º maggio 1656) fu il 100º doge della Repubblica di Venezia.
Ascese al soglio dogale il 27 marzo 1655, dopo ben 68 scrutini. Uomo di grande rettitudine e moralità, come molti dei suoi predecessori (e successori) venne eletto in tarda età, e i pesanti obblighi che imponeva la carica dogale presto minarono la sua salute.

## Biografia

### Infanzia
Nacque, unico figlio maschio, da Andrea Contarini "di San Felice" e da Elisabetta Morosini. Ad appena dieci giorni di vita rimase orfano del padre.

### Carriera diplomatica
Di famiglia ricca e prestigiosa, compare nella vita pubblica nel giugno 1598, come componente di un'ambasceria straordinaria inviata a papa Clemente VIII che, con la morte di Alfonso II d'Este, aveva assunto il controllo di Ferrara. Durante l'estate successiva accompagnò Angelo Badoer a Milano per omaggiare Alberto d'Austria e Isabella di Barcellona.
Nel 1600 ancora al seguito di quest'ultimo, inviato al matrimonio di Ferdinando II d'Asburgo e Maria Anna di Baviera. Secondo una biografia scritta da un anonimo, in quest'occasione il giovane Contarini diede prova della sua arguzie risolvendo attraverso un brillante espediente una lite insorta tra il Badoer e l'elettore palatino Federico IV, che durante la cerimonia aveva trovato da ridire su questioni di precedenza.

### Matrimonio
Il 20 febbraio 1601 sposò Paolina Loredan, la quale gli recò una cospicua dote. Da lei ebbe quattro figli e quattro figlie.

### Carriera politica
Nel 1606 fu eletto podestà di Feltre. Nei due anni di durata della carica ebbe modo di distinguersi con iniziative a favore delle classi più umili. Appianò le tensioni in seno al ceto popolare che rivendicava una maggiore rappresentanza in consiglio e non limitò l'approvvigionamento di grano nonostante l'imperversare di una carestia.
Curiosamente negli ultimi anni s'era quasi ritirato a vita privata e non aveva neppure pensato di candidarsi per diventar procuratore.

### Dogato
Dinanzi all'ennesimo numero eccessivo di concorrenti gli elettori dogali si divisero e, vedendo che non si raggiungeva una maggioranza, optarono su un uomo di compromesso: abbastanza modesto da esser poco allineato con le fazioni che si dividevano il potere veneziano, ed abbastanza vecchio da “togliere il disturbo” in fretta.
Al momento dell'elezione il Contarini aveva già settantacinque anni e soffriva di gravi problemi di salute. Il poco tempo che la sorte gli mise a disposizione gli impedì di diventare un doge importante, eppure egli si distinse per l'estrema dedizione al lavoro e la capacità di mediare i contrasti più accesi all'interno della nobiltà veneziana. Sotto il suo dogato proseguì la perenne guerra per il possesso di Creta.

### Morte
A causa delle condizioni pesanti di lavoro che si imponeva si ammalò fatalmente e, curato male dai medici di corte che tentarono numerose ed infruttuose cure, il 1º maggio 1656 morì dopo solo tredici mesi di dogato.